# Anammoxosoom
Een anammoxosoom is een organel van de anammoxbacteriën, waarin vermoedelijk het anammoxproces plaats vindt.
Een anammoxosoom is omgeven door een membraan met ladderanen, een chemische verbinding. Dit zijn bijzondere membraanlipiden die zover bekend alleen bij de anammoxbacteriën voorkomen. De membranen van de anammoxosoom beschikken over een grotere dichtheid dan de membraanlipiden van andere cellen. Het membraan zorgt er waarschijnlijk voor dat de toxische intermediairen van de anammoxreactie het organel niet uitdiffunderen. Hierdoor wordt het anammoxproces mogelijk. Met de komst van het anammoxproces worden gehaltes aan het giftige nitriet behaald die voorheen ondenkbaar waren.